# Dercitus exostoticus
Dercitus exostoticus is een spons in de taxonomische indeling van de gewone sponzen (Demospongiae). De wetenschappelijke naam van de soort werd in 1868 gepubliceerd door Schmidt.